# Malin Toverud
Malin Toverud, född 11 mars 1977, är en svensk skådespelare. Hon debuterade som barnskådespelare i SVT:s dramaserie Varuhuset som Connys dotter Emilia. Senare utbildade hon sig till civilekonom, men vände åter till skådespeleriet.
Toverud driver tillsammans med Eva Jonsson den fria teatergruppen Teater Grace, för vilken hon har skrivit dramatik och regisserat. Hon debuterade som dramatiker med pjäsen Salt och pippar 2005.

## Filmografi (urval)
- 1987 – Varuhuset (TV-serie) - Emilia Rudberg
- 1988 – Lita på det oväntade (TV-film) - Vesle/Ormicka
- 1989 – Ture Sventon, privatdetektiv (TV-serie) - Kristina Hjortron

## Teaterroller (urval)
- Nils Karlsson Pyssling, regi Staffan Götestam (Berns salonger)
- Bli en dåre! (Teater Giljotin, 2011)

## Fotnoter
1. ↑  Internet Movie Database, IMDb-ID: nm0869861co0047972, läst: 10 januari 2016.[källa från Wikidata]